# 고료 합전
고료 합전(일본어: 御霊合戦, 고료갓센) 또는 가미고료신사 전투(일본어: 上御霊神社の戦い, 가미고료진쟈노타타카이)는 오닌의 난의 포문을 여는 전투로, 일본 분쇼 2년(1467년, 후에 오닌으로 개원) 음력 1월 18일부터 19일에 걸쳐 현재의 교토부 교토시 가미교구에 있는 가미고료 신사에서 하타케야마 요시히로(일본어: 畠山義就)군(후의 서군)과 하타케야마 마사나가(일본어: 畠山政長)군(후의 동군)이 충돌한 전투이다. 이 합전이 오인의 난 시작의 계기가 되어, 본격적인 전란의 시대가 펼쳐지게 되었다.

## 배경
교토쿠 3년(1454년)부터 시작된 하타케야마씨의 오이에 소동(내분)은 무로마치 막부 제8대 쇼군 아시카가 요시마사의 개입으로, 한 번은 하타케야마 요시히로가 당주가 되었다. 그러나 하타케야마 요시히로는 아시카가 요시마사의 명령을 무시하고 야마토 지역에 대한 군사 개입을 반복했기 때문에 점차 신뢰를 잃어 갔다. 결국 하타케야마 요시히로의 반대파가 간레이 호소카와 카쓰모토의 지원으로 하타케야마 요시히로의 사촌 동생에 해당하는 하타케야마 마사나가를 옹립하였고, 이로 인해 하타케야마 요시히로는 그 지위를 위협받게 되었다.
조로쿠 4년(1460년) 6월, 기이의 네고로지(일본어: 根来寺)와 분쟁을 일으킨 하타케야마 요시히로는 교토에서 기이로 군세를 향하게 했다. 그런데 호소카와 가쓰모토가 이 틈을 타 움직이면서, 9월에 아시카가 요시마사가 하타케야마 요시히로에서 하타케야마 마사나가로의 가독교대를 선고한다. 하타케야마 요시히로는 이를 거절하고 자신의 영지인 가와치로 도망쳐, 다케야마성(일본어: 嶽山城)에서 하타케야마 마사나가 등의 토벌군을 맞아 싸우며, 간쇼 4년(1463년) 4월까지 항전하다가(다케야마성 전투, 일본어: 嶽山城の戦い), 성이 함락된 후는 요시노로 도주했다. 하타케야마 요시히로를 대신하여 당주가 된 하타케야마 마사나가는 이듬해 간쇼 5년(1464년)에 호소카와 가쓰모토의 후임 간레이로 선정되었다. 이렇게 호소카와 가쓰모토는 하타케야마 마사나가를 중심으로 한 하타케야마씨를 받아들여 세력을 확대할 수 있었다 .
한편, 시바씨(일본어: 斯波氏) 도 하타케야마씨와 같이 내분으로 혼란스러웠으나, 고가 공방 아시카가 시게우지(일본어: 足利成氏)의 반란(교토쿠의 난, 일본어: 享徳の乱)으로 전란이 계속되고 있던 간토에 원정군을 파견하고자 하는 아시카가 요시마사의 의향도 있어 사태는 더욱 더 복잡해지고 있었다. 시바 요시카도(일본어: 斯波義廉)는 막부 공인의 가마쿠라 공방(호리코에 공방) 아시카가 마사토모(일본어: 足利政知)의 집사 시부카와 요시카네(일본어: 渋川義鏡)의 아들이라는 인연으로 아시카가 요시마사로부터 시바 요시토시(일본어: 斯波義敏)・마쓰오마루(시바 요시히로, 일본어:松王丸) 부자를 대신해 시바씨 당주의 자리에 앉혔다. 그러나 친아버지 즉 시부카와 요시카네가 정쟁을 일으켜 실각한 탓에, 아시카가 요시마사로부터 버림받을 것을 두려워한 시바 요시카도는, 가신의 아사쿠라 다카카게(일본어: 朝倉孝景)와 함께 야마나 소젠 및 여러 다이묘들과 연대하여 아시카가 요시마사를 방해하고자 움직이기 시작했다. 앞서 언급했던 하타케야마 요시히로도 그 중의 1명으로, 간쇼 6년(1465년) 무렵 아사쿠라 다카카게를 통해 시바 요시카도와 아시카가 다카카게가 제휴하였다. 또, 분쇼 원년(1466년)에는 시바 요시카도가 야마나 소젠의 양녀와 약혼하여 파벌 결성을 진행하고 있었다.
같은 해 막부의 명령으로 당주가 시바 요시카도에서 시바 요시토시로 바뀌자, 여러 다이묘들이 이에 반발, 야마나 소젠과 호소카와 가쓰모토가 결탁해 9월 6일에 분쇼의 정변(일본어: 文正の政変)을 일으켜 아시카가 요시마사의 측근 이세 사다치카(일본어: 伊勢貞親) 등을 추방했다. 야마나 소젠과 시바 요시카도는 하타케야마 요시히로에게도 거병을 촉구하고, 이에 응한 하타케야마 요시히로는 정변에 앞서 8월 25일에 야마토 쓰보사카데라(일본어: 壺坂寺)에 출두, 9월에 가와치까지 나와 하타케야마 마사나가의 여러 성을 함락시키고, 10월에 야마토에서 하타케야마 요시히로 편의 야마토 국인 오치 이에히데(일본어: 越智家栄) 등이거병하기까지 되었다. 11월 28일에 도치 도오키요(일본어: 十市遠清)의 중개로 오치 이에히데 등이 하타케야마 마사나가 측의 야마토 국인, 쓰쓰이 준에이(일본어: 筒井順永)와 화목해 야마토의 쟁란은 잦아 들었지만, 가와치의 하타케야마 요시히로는 그대로 머물다가, 12월 25일 야마나 소젠의 요청으로 가와치에서 상경, 27일 교토에 도착하여 센본샤카도(일본어: 千本釈迦堂)에서 대기하였다. 위기를 직감한 하타케야마 마사나가는 저택의 방비를 굳혔다 .
해가 지나, 분쇼 2년 1월 1일의 오반(잔치・향연, 일본어: 椀飯)은 아무 일도 없이 마쳤지만, 다음날의 2일에 행해질 예정이었던 아시카가 요시마사의 하타케야마 마사나가 저택 방문은 중지, 대신 하타케야마 요시히로가 아시카가 요시마사와 대면 하고 하타케야마씨 당주는 실질적으로 다시 하타케야마 요시히로로 바뀌었다. 5일에는 야마나 소젠의 저택을 빌린 하타케야마 요시히로가 아시카가 요시마사에게 향응을 베풀고, 다음 6일에는 하타케야마 마사나가에게 저택을 하타케야마 요시히고에게 건네주라는 명령이 내려지기에 이르렀다. 명령을 거부한 하타케야마 마사나가는 가신 진보 나가노부(일본어: 神保長誠) 등과 함께 저택의 방어를 강화했지만, 8일에는 간레이에서 파면되고, 하타케야마 요시히로로 교체되는 등 지위가 악화되었다. 간쇼 6년의 파벌형성과 분쇼의 정변, 하타케야마 마사나가의 간레이 파면은시바 요시카도의 가독 유지를 목적으로 한 일련의 공작으로, 야마나 소젠 등은 주류파로서 막부의 권력을 잡기에 이르렀다.
15일 야마나 소젠이 오반(잔치・향연)을 맡는 한편, 자기 일파의 군세를 끌어들여 하나노고쇼의 방어를 강화하였다. 이에 대항해 하타메야마 마사나가와 이에 동조하는 호소카와 가쓰모토, 교고쿠 모치키요(일본어: 京極持清)가 막부를 습격할 자세를 보였다. 그러자 아시카가 요시마사는 이 두 세력을 중재하기 위해 나섰고, 17일 호소카와 가쓰모토에게 하타케야마 마사나가를 돕지 말 것을 명령, 호소카와 가쓰모토도 야마나 소젠도 하타케야마 요시히로를 돕지 않는다는  조건 하에 이를 승낙하였다. 아시카가 요시마사를 야마나 소젠 일파에게 빼앗기고, 호소카와 가쓰모토의 지원도 끊어져 쫓겨난 하타케야마 마사나가는 18일 오전 4시 쯤에 저택에 불을 지르고, 북상하여 교토 교외의 가미고료 신사에 진을 쳤다. 야마나 소젠도 오후 2시경에 고쓰치미카도 천황・고하나조노 상황 등을 다이리(천황의 사적구역, 일본어: 内裏) 에서 하나노고쇼로 피난시키고, 오후 4시경에 하타케야마 요시히로가 가미고료 신사로 진군하여 전투가 시작되었다.
가미고료 신사는, 서쪽에는 강이, 남쪽은 쇼고쿠지의 야부오보리(덤불 해자, 일본어: 藪大堀)가 있었기 때문에, 공격할수 있는 곳은 동쪽과 북쪽 뿐이었다. 하타케야마 마사나가과 가신 유사 나가나오는 필사적으로 하타케야마 요시히로의 군세와 싸우고 다음 19일 오전 4시경까지 버텨냈지만, 고립된 상태에 불리한 상황인 것은 변함이 없었기 때문에, 가미고료 신사의 배전에 방화하고 호소카와 가쓰모토의 저택으로 도망쳤다. 하타케야마 요시히로에게는 야마나 소젠의 손자 야마나 마사토요(일본어: 山名政豊)와 아사쿠라 다카카게 등이 합류하고 있었다고 하는데, 19일 아침에 참전하기로 하였지만, 이미 승패가 나서 전투에 참가하지 않았다고도 한다.
고료 합전은 하타케야마 요시히로의 승리로 끝나고, 아시카가 요시마사가 여러 다이묘들에게 중재를 하고 있었기 때문에 대란으로의 확대는 피하고, 1월 이후의 행사는 평온하게 진행되는 듯 보였다. 그러나, 양파는 교토에의 군세 소집을 멈추려고 하지 않았고, 결국 5월에 호소카와 가쓰모토가 야마나 소젠파의 영지에 자기 일파의 군세를 파견, 5월 26일 호소카와 가쓰모토 일파가 전쟁의 서막을 열어 대규모 전란으로 확전되었다. (가미교 전투(일본어: 上京の戦い)) .

## 참고문헌
- 오사카 부편 「오사카부사 제4권 중세편 2」오사카부, 1981년.
- 전국 합전사 연구회 『전국 합전 대사전 6 교토・효고・오카야마』 P33 - P35, 신인물 왕래사, 1989년.
- 아사쿠라 히로시 “나라현사 11 야마토 무사” 명저 출판, 1993년.
- 오가와 노부 『야마나 무네전과 호소카와 카츠모토』 신인물 왕래사, 1994년.
- 대승원사사 잡사기 연구회 “대승원사사 잡사기 연구 논집 제2권” 이즈미 서원, 2003년.
- 이시다 하루오 『전쟁의 일본사 9 응인·문명의 난』 요시카와 히로후미칸, 2008년.